# Eurhinocricus aphanes
Eurhinocricus aphanes är en mångfotingart som beskrevs av Chamberlin 1955. Eurhinocricus aphanes ingår i släktet Eurhinocricus och familjen Rhinocricidae. Inga underarter finns listade i Catalogue of Life.